# USS Kearsarge (BB-5)
USS Kearsarge (BB-5) – amerykański pancernik generacji przeddrednotów, okręt główny typu Kearsarge, w służbie w latach 1900–1920. Był jedynym pancernikiem United States Navy, którego nazwa nie pochodziła od nazwy stanu, lecz została mu nadana dla upamiętnienia slupa z okresu wojny secesyjnej „Kearsarge”. Od 1920 do lat 50. służył w charakterze ciężkiego dźwigu pływającego.

## Budowa
Stępkę okrętu położono w stoczni Newport News Shipbuilding Company 30 czerwca 1896. Jednostkę zwodowano 24 marca 1898, matką chrzestną była pani Herbert Winslow, krewna komandora Johna A. Winslowa, który dowodził slupem „Kearsage” w czasie jego bitwy z CSS „Alabama”. Pancernik wcielono do służby 20 lutego 1900, pierwszym dowódcą został komandor William M. Folger.
Spośród wszystkich pancerników, oznaczanych symbolem BB (57 jednostek, które weszły do służby oraz 14 nie ukończonych, „Kearsage” był jedynym pancernikiem nie noszącym nazwy pochodzącej od stanu, dla czego potrzebna była specjalna ustawa Kongresu. Nazwa „Kearsarge” została mu nadana dla upamiętnienia amerykańskiego slupa z okresu wojny secesyjnej „Kearsage”, wsławionego zatopieniem rajdera CSS „Alabama” i utraconego w 1894 na rafie (oryginalnie pochodziła od góry Mount Kearsarge w stanie New Hampshire).

## Służba
„Kearsage” po wejściu do służby został okrętem flagowym Stacji Północnego Atlantyku (ang. North Atlantic Station) i pływał w pobliżu atlantyckiego wybrzeża Stanów Zjednoczonych i na Morzu Karaibskim. Od 3 czerwca 1903 do 26 lipca 1903 służył krótko jako okręt flagowy Eskadry Europejskiej (ang. European Squadron). W tym czasie zawinął najpierw do Kilonii, gdzie 26 czerwca 1903 wizytował go cesarz Wilhelm II, a 13 lipca książę Walii, który wkrótce miał się zostać królem Jerzym V. Pancernik wrócił do Bar Harbor w Maine 26 lipca 1903 i wznowił obowiązki okrętu flagowego Floty Północnego Atlantyku (ang. North Atlantic Fleet). 1 grudnia 1903 wypłynął z Nowego Jorku w rejs do zatoki Guantánamo, gdzie 10 grudnia Stany Zjednoczone formalnie przejęły w posiadanie Guantanamo Naval Reservation. Po przeprowadzeniu manewrów na Morzu Karaibskim, okręt poprowadził Północnoatlantycką Eskadrę Pancerników (ang. North Atlantic Battleship Squadron) do Lizbony, gdzie miała miejsce wizyta króla Portugalii 11 czerwca 1904. Następnie okręt popłynął do zatoki Faleron w Grecji, gdzie świętował 4 lipca wraz z królem Grecji Jerzym I i jego synem oraz innymi szlachetnie urodzonymi osobami. Eskadra w ramach wizyty dobrej woli odwiedziła Korfu, Triest i Fiume, 29 sierpnia 1904 powrócił do Newport.
Do 31 marca pozostał okrętem flagowym Floty Północnego Atlantyku; zastąpił go w tej roli pancernik „Maine” (BB-10). Nadal jednak brał udział w operacjach floty. 13 kwietnia 1906 w czasie ćwiczeń artyleryjskich w pobliżu przylądka Cruz na Kubie przypadkowy zapłon ładunku prochowego do działa kal. 330 mm spowodował śmierć dwóch oficerów i ośmiu innych członków załogi. Czworo ludzi zostało poważnie rannych. Okręt został przydzielony do Drugiej Eskadry Czwartego Dywizjonu i 16 grudnia 1907 wypłynął w składzie Wielkiej Białej Floty. Jej pierwszym celem było dotarcie do zachodniego wybrzeża USA przez opłynięcie przylądka Horn (Kanał Panamski nie był wtedy jeszcze ukończony). Płynąc z Hampton Roads wzdłuż wybrzeża Ameryki Południowej dotarł do San Francisco. Następnie przez Hawaje, Australię, Nową Zelandię, Filipiny, Japonię dotarł do Cejlonu. Przeszedł przez Kanał Sueski i po odwiedzeniu portów śródziemnomorskich wrócił na wschodnie wybrzeże USA. Prezydent Theodore Roosevelt dokonał powtórnego przeglądu floty w czasie jej powrotu do Hampton Roads 22 lutego 1909, w dniu urodzin Waszyngtona.
4 września 1909 „Kearsage” został wycofany ze służby w Philadelphia Naval Shipyard w celu modernizacji. 23 czerwca 1915 został ponownie włączony do pełnej służby, do 17 września operował wzdłuż wybrzeża Atlantyku; wtedy opuścił Filadelfię, by wysadzić oddział marines w Veracruz. Pozostawał w pobliżu tego meksykańskiego portu od 28 września 1915 do 5 stycznia 1916. Następnie przewiózł marines do Nowego Orleanu, po czym 4 lutego 1916 w Filadelfii dołączył do Atlantyckiej Floty Rezerwowej (ang. Atlantic Reserve Fleet). Na pancerniku szkolili się rezerwiści z rezerwy morskiej stanów Maine i Massachusetts do czasu, gdy Stany Zjednoczone przystąpiły do I wojny światowej. Okręt wyszkolił tysiące artylerzystów i członków obsady maszynowni okrętowych, pływając po Atlantyku od Bostonu do Pensacoli. Wieczorem 18 sierpnia 1918 „Kearasage” uratował dwudziestu sześciu rozbitków z norweskiej barki „Nordhav”, która została zatopiona przez niemiecki okręt podwodny U-117, po czym ocalałych wysadził w Bostonie.
Do 29 maja 1919 „Kearsage” kontynuował służbę jako okręt szkolny dla mechaników, potem zabrał na pokład podchorążych (ang. midshipman) z United States Naval Academy. Odbył z nimi rejs do Indii Zachodnich i 29 sierpnia wysadził ich w Annapolis. Następnie udał się do Philadelphia Naval Shipyard, gdzie 10 maja 1920 został wycofany ze służby i rozpoczęła się jego przeróbka na dźwig pływający.

## Przeróbka na dźwig pływający

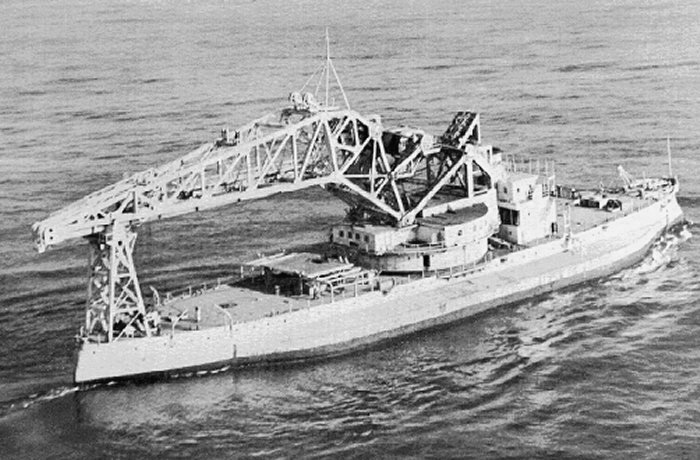
Stary pancernik jako „Crane Ship No. 1"

Przebudowę ukończono na początku lat 20. (w 1922 prowadzono próby dźwigu). Oficjalnie nie był przyjęty do służby w US Navy i znany był nieoficjalnie jako „Crane Ship #1” (Żuraw Pływający nr 1), lecz w praktyce zatrzymał dotychczasową nazwę. Dopiero w kwietniu 1939 otrzymał nowy numer klasyfikacyjny AB-1 (według innych źródeł, 5 sierpnia 1920).
W ramach przebudowy „Kearsage” został pozbawiony uzbrojenia i nadbudówek, a za to otrzymał kratownicowy obrotowy dźwig o udźwigu 250 ton (w praktyce do 312 ton) i nową nadbudówkę przed nim. Był to wówczas najpotężniejszy dźwig pływający świata. Został ponadto poszerzony o 5-metrowej szerokości bąble kadłubowe, które dawały mu większą stabilność. Pływający dźwig uczestniczył w wielu pracach przez następne dwadzieścia lat. Bazował w Bostonie na wschodnim wybrzeżu, a od 1926 w Bremerton na zachodnim wybrzeżu USA, po czym w 1936 przeholowano go na wschodnie wybrzeże, do Nowego Jorku. 6 listopada 1941 został oficjalnie przemianowany na Crane Ship No. 1, co pozwoliło na przyznanie nazwy „Kearsage” lotniskowcowi CV-12 (ukończonemu jednak jako USS „Hornet”), a później CV-33. Były pancernik kontynuował użyteczną służbę i miał przez to pewien wkład w amerykańskie zwycięstwa w czasie II wojny światowej. Pomagał przy przenoszeniu dział, wież artyleryjskich, płyt pancerza i innych ciężkich ładunków przy budowie nowych pancerników „Indiana” (BB-58) i „Alabama” (BB-60), nowych krążowników „Savannah” (CL-42) i „Chicago” (CA-29) oraz przy pracach z działami starego pancernika „Pennsylvania” (BB-38).
W 1945 dźwig pływający został przeholowany do San Francisco (stocznia San Francisco Naval Shipyard), gdzie asystował przy budowie lotniskowców „Hornet” (CV-12), „Boxer” (CV-21) i przebudowie lotniskowca „Saratoga” (CV-3). Okręt opuścił zachodnie wybrzeże USA w 1948 i następnie w dalszym ciągu służył w Bostonie, w stoczni Boston Naval Shipyard, gdzie zakończył służbę. Nazwę okrętu („Crane Ship No. 1") skreślono z rejestru floty 22 czerwca 1955. 9 sierpnia 1955 pancernik został sprzedany na złom.